# مقاطعة أوبيون (تينيسي)
مقاطعة أوبيون هي مقاطعة في تينيسي، بلغ عدد سكانها 31٬807  نسمة، في 2010، عاصمتها يونيون سيتي، تبلغ مساحتها 1٬438 كيلومتر مربع.

## الموقع
تشترك في الحدود مع:
- مقاطعة فلتون
- مقاطعة ديير
- مقاطعة جيبسون
- مقاطعة ويكلي (تينيسي)
- مقاطعة ليك.

## التقسيمات الإدارية
- يونيون سيتي.